# 10589 Giusimicela
10589 Giusimicela è un asteroide della fascia principale. Scoperto nel 1996, presenta un'orbita caratterizzata da un semiasse maggiore pari a 2,734052 UA e da un'eccentricità di 0,226296, inclinata di 7,967740° rispetto all'eclittica. Ha un diametro di 4,334 km e un periodo di rotazione di 2,425 ore.